# 직교군
군론에서 직교군(直交群, 영어: orthogonal group)은 주어진 체에 대한 직교 행렬의 리 군이다.

## 정의
체 {\displaystyle K} 위의 유한 차원 벡터 공간 {\displaystyle V} 위에 비퇴화 이차 형식
{\displaystyle Q\colon V\to K}
가 주어졌다고 하자. (만약 {\displaystyle K}의 표수가 2가 아니라면, 이는 {\displaystyle V} 위의 대칭 비퇴화 쌍선형 형식과 같다.) 그렇다면, 직교군 {\displaystyle \operatorname {O} (V,Q)}는 {\displaystyle V} 위의 가역 선형 변환들 가운데, {\displaystyle Q}를 보존하는 것들로 구성된 군이다.
{\displaystyle \operatorname {O} (V,Q)=\{M\in \operatorname {GL} (V)\colon Q(u)=Q(Mu)\forall u\in V\}}
이는 대수적 조건이므로, 직교군은 체 {\displaystyle K}에 대한 대수군이다. 또한, 만약 {\displaystyle K}가 실수체나 복소수체라면, 직교군은 리 군을 이룬다.
만약 {\displaystyle V}가 {\displaystyle n}차원 벡터 공간이며, {\displaystyle Q}가 자명한 (양의 정부호) 이차 형식이라면, 이를 {\displaystyle \operatorname {O} (n;K)}로 쓴다.
실베스터 관성 법칙에 의하여, 실수체 {\displaystyle K=\mathbb {R} } 위의 비퇴화 이차 형식은 계량 부호수 {\displaystyle (p,q)}에 의하여 분류된다. 이 경우 직교군은 {\displaystyle \operatorname {O} (p,q;\mathbb {R} )}와 같이 쓴다.

### 특수직교군
직교군에서 2차 순환군으로 가는 다음과 같은 군 준동형이 존재한다.
{\displaystyle D\colon \operatorname {O} (n;K)\to \mathbb {Z} /2}
{\displaystyle D\colon M\mapsto \operatorname {rank} (1-M){\pmod {2}}}.
이 준동형을 딕슨 불변량(Dickson不變量, 영어: Dickson invariant)이라고 한다. 만약 체의 표수가 2가 아니라면 이는 행렬식 {\displaystyle \det \colon \operatorname {O} (n;K)\to \{\pm 1\}}과 같다. (표수가 2인 체의 경우, 모든 직교행렬의 행렬식은 1이다.)
특수직교군(特殊直交群, 영어: special orthogonal group) {\displaystyle \operatorname {SO} (n;K)}는 딕슨 불변량의 핵이다.
{\displaystyle \operatorname {SO} (n;K)=\ker D=\operatorname {O} (n;K)/(\mathbb {Z} /2\mathbb {Z} )}.
즉, 딕슨 불변량이 0인 직교 행렬의 리 군이다. 만약 체의 표수가 2가 아니라면, 이는 행렬식이 1인 직교행렬의 리 군이 된다. 따라서 특수직교군과 직교군은 다음과 같은 짧은 완전열을 만족한다.
{\displaystyle 1\to \mathbb {Z} /2\mathbb {Z} \to \operatorname {O} (n;K)\to \operatorname {SO} (n;K)\to 1}.

### 스핀 군과 핀 군
특수직교군 {\displaystyle \operatorname {SO} (n;\mathbb {R} )}에 대하여, 그렇다면 다음 짧은 완전열을 만족시키는 유일한 연결 리 군 {\displaystyle \operatorname {Spin} (n)}이 존재한다.
{\displaystyle 1\to \mathbb {Z} /2\mathbb {Z} \to \operatorname {Spin} (n)\to \operatorname {SO} (n;\mathbb {R} )\to 1}.
이 리 군을 스핀 군(영어: spin group)이라고 한다.
{\displaystyle n>2}일 경우, 스핀 군은 특수직교군의 범피복 공간이다. ({\displaystyle n=2}일 경우는 물론 {\displaystyle \operatorname {SO} (2)=\operatorname {U} (1)}이고, 그 범피복 공간은 {\displaystyle \mathbb {R} }이다.)
마찬가지로, 직교군의 두 겹 피복군인 핀 군(영어: pin group)을 정의할 수 있다. 스핀 군과 핀 군은 다음과 같은 가환 그림을 만족시키며, 이 가환 그림에서 모든 행과 열은 짧은 완전열을 이룬다.
{\displaystyle {\begin{matrix}&&1&&1\\&&\downarrow &&\downarrow \\&&\mathbb {Z} /2&=&\mathbb {Z} /2\\&&\downarrow &&\downarrow \\1&\to &\operatorname {Spin} (n)&\to &\operatorname {Pin} (n)&\to &\mathbb {Z} /2&\to &1\\&&\downarrow &&\downarrow &&\|\\1&\to &\operatorname {SO} (n)&\to &\operatorname {O} (n)&\to &\mathbb {Z} /2&\to &1\\&&\downarrow &&\downarrow \\&&1&&1\end{matrix}}}

### 직교 리 대수
실수체 또는 복소수체 위의 직교군은 리 군을 이루며, 이에 대응하는 리 대수를 정의할 수 있다. 이는 {\displaystyle {\mathfrak {so}}(n;K)} 또는 {\displaystyle {\mathfrak {o}}(n;K)}와 같이 쓴다 ({\displaystyle K=\mathbb {R} ,\mathbb {C} }).
{\displaystyle {\mathfrak {so}}(n;\mathbb {R} )}는 {\displaystyle n\times n} 정사각 실수 반대칭 행렬들로 구성된 리 대수이며, {\displaystyle {\mathfrak {so}}(n;\mathbb {C} )}는 정사각 복소수 반대칭 행렬들로 구성된 리 대수이다.
{\displaystyle {\mathfrak {so}}(n;K)=\{M\in \operatorname {Mat} (n;K)\colon M^{\top }=-M\}}

### 스피너 노름
체 {\displaystyle K} 위의 벡터 공간 {\displaystyle V} 위의 이차 형식 {\displaystyle Q}의 직교군 {\displaystyle \operatorname {O} (V,Q)}에 대하여, 스피너 노름(영어: spinor norm)은 다음과 같은 군 준동형이다.
{\displaystyle N\colon \operatorname {O} (V,Q)\to K^{\times }/(K^{\times })^{2}}
{\displaystyle N(R_{v})=1\qquad (Q(v)\neq 0)}
여기서 {\displaystyle R_{v}}는 {\displaystyle v\in V}에 대한 반사이며, 다음과 같이 정의된다.
{\displaystyle R_{v}\colon u\mapsto u-v{\frac {Q(u+v)-Q(u)-Q(v)}{Q(v)}}}
직교군의 모든 원소는 이와 같은 반사의 합성으로 나타낼 수 있다.

### SO*(2n)
{\displaystyle {\mathfrak {so}}(2n;\mathbb {C} )}은 다음과 같은 특수한 실수 형태를 갖는다. 이는 구체적으로 다음과 같이 구성된다.
우선, 체 {\displaystyle K} 위의 {\displaystyle 2n}차원 벡터 공간 {\displaystyle V} 위에 심플렉틱 구조
{\displaystyle \Omega \colon V\otimes _{K}V\to V}
가 주어졌다고 하자. 적절한 기저에서 이는
{\displaystyle \Omega ={\begin{pmatrix}0_{n\times n}&1_{n\times n}\\-1_{n\times n}&0_{n\times n}\end{pmatrix}}}
의 꼴이다. 그렇다면,
{\displaystyle \operatorname {GL} (V;K)}
위에 다음과 같은 조건을 가할 수 있다.
{\displaystyle \operatorname {O} ^{*}(V,\Omega )=\left\{M\in \operatorname {GL} (V;K)\colon \Omega (M^{\top }u,v)=\Omega (u,Mv)\qquad \forall u,v\in V\right\}}
즉, {\displaystyle \Omega }를 {\displaystyle 2n\times 2n} 행렬로 간주하였을 때, 다음 조건이다.
{\displaystyle M\Omega =\Omega M}
마찬가지로,
{\displaystyle \operatorname {SO} ^{*}(V,\Omega )=\operatorname {SL} (V)\cap \operatorname {O} ^{*}(V,\Omega )}
이다.
그렇다면, 실수 리 대수 {\displaystyle {\mathfrak {so}}^{*}(2n;\mathbb {R} )}는 {\displaystyle {\mathfrak {so}}(2n;\mathbb {C} )}의 실수 형태이다.

## 성질

### 군론적 성질
체 {\displaystyle K}에 대한 직교군의 중심은 다음과 같다.
{\displaystyle \operatorname {Z} (\operatorname {O} (n;K))=\{+1_{n\times n},-1_{n\times n}\}}
만약 {\displaystyle K}의 표수가 2가 아니라면, 중심의 크기는 2이며, 만약 {\displaystyle K}의 표수가 2라면 중심의 크기는 1이다. 체의 표수가 2가 아닐 때, 만약 {\displaystyle n}이 짝수라면 중심의 두 원소 모두 특수직교군에 속하지만, {\displaystyle n}이 홀수라면 그렇지 않다.
{\displaystyle \operatorname {Z} (\operatorname {SO} (n;K))={\begin{cases}\{+1_{n\times n},-1_{n\times n}\}&2\mid n\\\{1_{n\times n}\}&2\nmid n\end{cases}}\qquad (\operatorname {char} K\neq 2)}
중심에 대하여 몫군을 취하면, 사영 직교군(영어: projective orthogonal group)
{\displaystyle \operatorname {PO} (n;K)=\operatorname {O} (n;K)/\operatorname {Z} (\operatorname {O} (n;K))}
을 얻는다.
마찬가지로, 스핀 군의 중심은 다음과 같다.
{\displaystyle \operatorname {Z} (\operatorname {Spin} (n;\mathbb {C} ))={\begin{cases}\mathbb {Z} /2&n\equiv 1,3{\pmod {4}}\\\mathbb {Z} /4&n\equiv 2{\pmod {4}}\\(\mathbb {Z} /2)^{\oplus 2}&n\equiv 0{\pmod {4}}\end{cases}}}
{\displaystyle \operatorname {Z} (\operatorname {Spin} (p,q;\mathbb {R} ))={\begin{cases}\mathbb {Z} /2&pq\not \equiv 0{\pmod {4}}\\\mathbb {Z} /4&pq\equiv 0{\pmod {4}}\end{cases}}}

### 리 이론적 성질
복소수 리 군 {\displaystyle \operatorname {SO} (n;\mathbb {C} )}는 {\displaystyle n\neq 4}일 경우 단순 리 군이다. 단순 리 군의 분류에서, 이는 만약 {\displaystyle n=2k+1}이라면 {\displaystyle B_{k}}에, 만약 {\displaystyle n=2k}라면 {\displaystyle D_{k}}에 해당하며, 그 딘킨 도표는 다음과 같다.
{\displaystyle B_{k}\colon \bullet -\bullet -\cdots -\bullet \Rightarrow \bullet }
{\displaystyle D_{k}\colon \bullet -\bullet -\cdots -\bullet \langle {\bullet  \atop \bullet }}
{\displaystyle \operatorname {SO} (n;\mathbb {R} )}는 {\displaystyle \operatorname {SO} (n;\mathbb {C} )}의 콤팩트 실수 형식이다. 분해 실수 형식은 짝수 차수에서는 {\displaystyle \operatorname {SO} (k,k;\mathbb {R} )}이며, 홀수 차수에서는 {\displaystyle \operatorname {SO} (k+1,k;\mathbb {R} )}이다.
{\displaystyle \operatorname {SO} (2k;\mathbb {R} )}의 극대 원환면은 다음과 같다.
{\displaystyle {\begin{pmatrix}R_{1}&&0\\&\ddots \\0&&R_{k}\end{pmatrix}}}
여기서
{\displaystyle R_{i}={\begin{pmatrix}\cos \theta _{i}&-\sin \theta _{i}\\\sin \theta _{i}&\cos \theta _{i}\end{pmatrix}}}
는 2×2 회전 행렬이다. {\displaystyle \operatorname {SO} (2k+1;\mathbb {R} )}의 극대 원환면은 다음과 같다.
{\displaystyle {\begin{pmatrix}R_{1}&&&0\\&\ddots \\&&R_{k}\\0&&&1\end{pmatrix}}}
{\displaystyle \operatorname {SO} (2k+1;\mathbb {R} )}의 바일 군은 반직접곱
{\displaystyle \operatorname {Weyl} (\operatorname {SO} (2k+1;\mathbb {R} ))\cong \{\pm 1\}^{k}\rtimes \operatorname {Sym} (k)}
이다. 여기서 {\displaystyle \epsilon =(\epsilon _{1},\dots ,\epsilon _{k})\in \{\pm 1\}^{k}}는
{\displaystyle \epsilon \colon \theta _{i}\mapsto \epsilon _{i}\theta _{i}}
와 같이 작용하며, 순열 {\displaystyle \sigma \in \operatorname {Sym} (k)}는
{\displaystyle \sigma \colon \theta _{i}\mapsto \theta _{\sigma (i)}}
와 같이 작용한다. 구체적으로, 바일 군에서 {\displaystyle (\epsilon _{1},\dots ,\epsilon _{k})\in \{\pm 1\}^{k}}의 원소는 블록 대각 행렬
{\displaystyle \operatorname {diag} \left(M(\epsilon _{1}),\dots ,M(\epsilon _{k}),\prod _{i=1}^{k}\epsilon _{k}\right)\in \operatorname {SO} (2k+1;\mathbb {R} )}
{\displaystyle M(+1)={\begin{pmatrix}1&0\\0&1\end{pmatrix}}\qquad M(-1)={\begin{pmatrix}0&1\\1&0\end{pmatrix}}}
이며, {\displaystyle \operatorname {Sym} (k)}의 원소는 2×2 단위 행렬 블록의 {\displaystyle 2k\times 2k} 치환행렬에 {\displaystyle (2k+1,2k+1)}번째 성분 +1을 추가한 행렬이다.
{\displaystyle \operatorname {SO} (2k;\mathbb {R} )}의 바일 군은 반직접곱
{\displaystyle \operatorname {Weyl} (\operatorname {SO} (2k;\mathbb {R} ))\cong \{\pm 1\}^{k-1}\rtimes \operatorname {Sym} (k)}
이다. 포함 관계
{\displaystyle \operatorname {Weyl} (\operatorname {SO} (2k;\mathbb {R} ))<\operatorname {Weyl} (\operatorname {SO} (2k+1;\mathbb {R} ))}
아래, 다음과 같은 군의 짧은 완전열이 존재한다.
{\displaystyle 1\to \operatorname {Weyl} (\operatorname {SO} (2k;\mathbb {R} ))\to \operatorname {Weyl} (\operatorname {SO} (2k;\mathbb {R} )){\xrightarrow {\phi }}\{\pm 1\}\to 1}
이며, {\displaystyle \phi }는 다음과 같다.
{\displaystyle \phi \colon (\epsilon _{1},\dots ,\epsilon _{k},\sigma )\mapsto \prod _{i=1}^{k}\epsilon _{k}\in \{\pm 1\}}

### 위상수학적 성질
실수 직교군 {\displaystyle \operatorname {O} (n;\mathbb {R} )}은 {\displaystyle n(n-1)/2}차원의 리 군이며, 콤팩트 공간이다. 두 개의 연결 성분을 가지며, 이들은 각각 행렬식 {\displaystyle \det M=\pm 1}인 실수 직교행렬들로 구성된다. 그 중 행렬식이 +1인 성분은 연결 공간인 실수 특수직교군 {\displaystyle \operatorname {SO} (n;\mathbb {R} )}를 이룬다.
복소수 직교군 {\displaystyle \operatorname {O} (n;\mathbb {C} )}은 복소수 {\displaystyle n(n-1)/2}차원(실수 {\displaystyle n(n-1)}차원)의 복소수 리 군이자 대수군이다. {\displaystyle n\geq 2}인 경우, 복소수 직교군은 콤팩트하지 않다. 복소수 직교군은 두 개의 연결 성분을 가지며, 이는 각각 행렬식이 {\displaystyle \det M=\pm 1}인 복소수 직교행렬들로 구성된다. 그 중 행렬식이 +1인 성분은 복소수 특수직교군 {\displaystyle \operatorname {SO} (n;\mathbb {C} )}를 이룬다.
실수 또는 복소수 특수직교군의 기본군은 다음과 같다.
{\displaystyle \pi _{1}(\operatorname {SO} (n;\mathbb {R} ))\cong \pi _{1}(\operatorname {SO} (n;\mathbb {C} ))\cong {\begin{cases}1&n=1\\\mathbb {Z} &n=2\\\mathbb {Z} /2&n>2\end{cases}}}
이에 따라, 실수 특수직교군의 범피복 리 군을 취하면 {\displaystyle n=2}에서는 {\displaystyle \mathbb {R} }를, {\displaystyle n>2}에서는 스핀 군 {\displaystyle \operatorname {Spin} (n)}을 얻는다.
부정부호 실수 직교군 {\displaystyle \operatorname {O} (p,q;\mathbb {R} )} ({\displaystyle p,q>0})는 네 개의 연결 성분을 가지며,
{\displaystyle \pi _{0}(\operatorname {O} (p,q;\mathbb {R} ))=(\mathbb {Z} /2)^{2}}
이다. 여기서 한 {\displaystyle \mathbb {Z} /2}는 {\displaystyle p}차원 부분 공간에서의 방향에 의하여 결정되며, 다른 하나는 {\displaystyle q}차원 부분 공간에서의 방향에 의하여 결정된다. {\displaystyle \operatorname {SO} (p,q;\mathbb {R} )}는 두 개의 연결 성분을 가지며, 이 경우
{\displaystyle \pi _{0}(\operatorname {SO} (p,q;\mathbb {R} ))=\{(1,1),(-1,-1)\}\subset \pi _{0}(\operatorname {O} (p,q;\mathbb {R} ))}
이다. {\displaystyle \operatorname {SO} (p,q;\mathbb {R} )}의 연결 부분군을 {\displaystyle \operatorname {SO} ^{+}(p,q;\mathbb {R} )}라고 한다.
부정부호 실수 직교군의 기본군은 다음과 같다.
{\displaystyle \pi _{1}(\operatorname {SO} ^{+}(p,q;\mathbb {R} ))=\pi _{1}(\operatorname {SO} (p;\mathbb {R} ))\times \pi _{1}(\operatorname {SO} (q;\mathbb {R} ))}

#### 보트 주기성
호프 올뭉치
{\displaystyle \operatorname {O} (n)\hookrightarrow \operatorname {O} (n+1)\twoheadrightarrow \mathbb {S} ^{n}}
로 인하여, 만약 {\displaystyle i<n-1}이라면
{\displaystyle \pi _{i}(\operatorname {O} (n))\cong \pi _{i}(\operatorname {O} (n+1))}
이다.:112 즉, 직교군의 호모토피 군들은 안정화되며, 안정 호모토피 군들은 다음과 같다.:113
{\displaystyle \pi _{i}(\operatorname {O} (n))={\begin{cases}0&i\equiv 2,4,5,6{\pmod {8}}\\\mathbb {Z} /2&i\equiv 0,1{\pmod {8}}\\\mathbb {Z} &i\equiv 3,7{\pmod {8}}\end{cases}}\qquad (i<n-1)}
이 주기성을 보트 주기성(영어: Bott periodicity)이라고 한다. 불안정 호모토피 군은 낮은 차원에서는 직접 계산할 수 있으며, 다음과 같다. (굵은 지그재그 아래의 칸들은 안정 호모토피 군, 위의 칸들은 불안정 호모토피 군들이다.
| 직교군 | π0  | π1  | π2 | π3 | π4     | π5     | π6      | π7     | π8     | π9     |
| ------ | --- | --- | -- | -- | ------ | ------ | ------- | ------ | ------ | ------ |
| O(1)   | ℤ/2 | ℤ   | 0  | 0  | 0      | 0      | 0       | 0      | 0      | 0      |
| O(2)   | ℤ/2 | ℤ   | 0  | 0  | 0      | 0      | 0       | 0      | 0      | 0      |
| O(3)   | ℤ/2 | ℤ/2 | 0  | ℤ  | ℤ/2    | ℤ/2    | ℤ/12    | ℤ/2    | ℤ/2    | ℤ/3    |
| O(4)   | ℤ/2 | ℤ/2 | 0  | ℤ2 | (ℤ/2)2 | (ℤ/2)2 | (ℤ/12)2 | (ℤ/2)2 | (ℤ/2)2 | (ℤ/3)2 |
| O(5)   | ℤ/2 | ℤ/2 | 0  | ℤ  | ℤ/2    | ℤ/2    | 0       | ℤ      | 0      | 0      |
| O(6)   | ℤ/2 | ℤ/2 | 0  | ℤ  | 0      | ℤ      | 0       | ℤ      | ℤ/24   | ℤ/2    |

특수직교군 및 스핀 군의 호모토피 군은 다음과 같이 다르다.
{\displaystyle \pi _{i}(\operatorname {SO} (n))\cong {\begin{cases}0&i=0\\\pi _{i}(\operatorname {O} (n))&i>0\end{cases}}}
{\displaystyle \pi _{i}(\operatorname {Spin} (n))\cong {\begin{cases}0&i=0,1\\\pi _{i}(\operatorname {O} (n))&i>1\end{cases}}\qquad (n>2)}
{\displaystyle \pi _{i}(\operatorname {Pin} (n))\cong {\begin{cases}0&i=1\\\pi _{i}(\operatorname {O} (n))&i\neq 1\end{cases}}\qquad (n>2)}
다음과 같은 무한 직교군 {\displaystyle \operatorname {O} (\infty )}을 범주론적 쌍대극한으로 정의할 수 있다.
{\displaystyle \operatorname {O} (\infty )=\varinjlim _{n}\operatorname {O} (n)}
무한 유니터리 군의 호모토피 군들은 유한 차원 유니터리 군의 안정 호모토피 군으로 주어진다.
{\displaystyle \pi _{i}(\operatorname {O} (\infty ))={\begin{cases}0&i\equiv 2,4,5,6{\pmod {8}}\\\mathbb {Z} /2&i\equiv 0,1{\pmod {8}}\\\mathbb {Z} &i\equiv 3,7{\pmod {8}}\end{cases}}}
이에 따라, 무한 직교군은 스스로의 8차 고리 공간과 호모토피 동치이다.:112, Theorem 1
{\displaystyle \operatorname {O} (\infty )\simeq \Omega ^{8}\operatorname {O} (\infty )}
무한 차원 분해 가능 실수 힐베르트 공간 {\displaystyle {\mathcal {H}}}의 직교군 {\displaystyle \operatorname {O} ({\mathcal {H}})}는 {\displaystyle \operatorname {O} (\infty )}와 다르다. 작용소 노름에 의한 위상을 주었을 때, {\displaystyle \operatorname {O} ({\mathcal {H}})}는 축약 가능 공간이며, 따라서 모든 호모토피 군이 자명하다.
{\displaystyle \pi _{i}(\operatorname {O} ({\mathcal {H}}))=0\quad \forall i}

### 포함 관계
모든 {\displaystyle n}에 대하여, 다음과 같은 포함 관계가 성립한다.
- {\displaystyle \operatorname {SO} (n;\mathbb {R} )\subset \operatorname {SU} (n)\subset \operatorname {USp} (2n)}
- {\displaystyle \operatorname {SU} (n;\mathbb {R} )\subset \operatorname {SO} (2n)}
- {\displaystyle \operatorname {SO} (n-1;\mathbb {R} )\subset \operatorname {SO} (n;\mathbb {R} )}. 만약 {\displaystyle n}이 짝수인 경우, 이는 {\displaystyle \operatorname {SO} (n)}의 딘킨 도표를 {\displaystyle \mathbb {Z} /2} 대칭을 따라 접은 것이다. 만약 {\displaystyle n}이 홀수인 경우, 이는 {\displaystyle \operatorname {SO} (n)}의 딘킨 도표에 {\displaystyle \scriptstyle \otimes }로 표시한 꼭짓점을 추가하여 아핀 딘킨 도표로 만든 뒤, {\displaystyle \circ }로 표시한 꼭짓점을 제거한 것이다.
{\displaystyle 2\mid n\colon \qquad \overbrace {\bullet -\cdots -\bullet } ^{n/2-3}-\bullet \langle {\bullet  \atop \bullet }\qquad \to \qquad \overbrace {\bullet -\cdots -\bullet } ^{n/2-3}-\bullet \Rightarrow \bullet }
{\displaystyle 2\nmid n\colon \qquad \bullet -\bullet -\overbrace {\bullet -\cdots -\bullet } ^{\lfloor n/2\rfloor -3}\Rightarrow \circ \qquad \to \qquad \bullet -{\overset {\scriptstyle \otimes  \atop \displaystyle |}{\bullet }}-\overbrace {\bullet -\cdots -\bullet } ^{\lfloor n/2\rfloor -3}\Rightarrow \circ \qquad \to \qquad \bullet -{\overset {\scriptstyle \otimes  \atop \displaystyle |}{\bullet }}-\overbrace {\bullet -\cdots -\bullet } ^{\lfloor n/2\rfloor -3}}
- 만약

또한, 예외 단순군에 대하여 다음과 같은 포함 관계가 성립한다.
{\displaystyle \operatorname {Spin} (3)\subset G_{2}}
{\displaystyle \operatorname {Spin} (9)\subset F_{4}}
{\displaystyle \operatorname {Spin} (10)\subset E_{6}}
{\displaystyle \operatorname {Spin} (12)\subset E_{7}}
{\displaystyle \operatorname {Spin} (16)\subset E_{8}}
6차원 이하의 직교군은 다음과 같은 예외적 동형(영어: exceptional isomorphism)을 보인다.
1차원
{\displaystyle \operatorname {O} (1)\cong \operatorname {Spin} (1)\cong \mathbb {Z} /2}
{\displaystyle \operatorname {SO} (1)\cong \operatorname {PSO} (1)\cong 1}
2차원
{\displaystyle \operatorname {SO} (2;\mathbb {R} )\cong \operatorname {Spin} (2)\cong \operatorname {U} (1)\cong \mathbb {S} ^{1}}
{\displaystyle \operatorname {SO} ^{+}(1,1;\mathbb {R} )\cong \mathbb {R} }
3차원
{\displaystyle \operatorname {SO} (3;\mathbb {R} )\cong \operatorname {PSO} (3;\mathbb {R} )\cong \operatorname {PSU} (2)\cong \operatorname {PUSp} (2)\cong \mathbb {RP} ^{2}}
{\displaystyle \operatorname {Spin} (3)\cong \operatorname {SU} (2)\cong \operatorname {USp} (2)\cong \mathbb {S} ^{3}}
{\displaystyle \operatorname {SO} (3;\mathbb {C} )\cong \operatorname {PSL} (2;\mathbb {C} )\cong \operatorname {PSp} (2;\mathbb {C} )}
{\displaystyle \operatorname {SO} ^{+}(2,1;\mathbb {R} )\cong \operatorname {PSL} (2;\mathbb {R} )}
{\displaystyle \operatorname {Spin} ^{+}(2,1)\cong \operatorname {SL} (2;\mathbb {R} )\cong \operatorname {Sp} (2;\mathbb {R} )}
4차원
{\displaystyle \operatorname {SO} (4;\mathbb {R} )\cong \left(\operatorname {SU} (2)\times \operatorname {SU} (2)\right)/(\mathbb {Z} /2)}
{\displaystyle \operatorname {Spin} (4)\cong \operatorname {SU} (2)\times \operatorname {SU} (2)\cong \mathbb {S} ^{3}\times \mathbb {S} ^{3}}
{\displaystyle \operatorname {PSO} (4;\mathbb {R} )\cong \operatorname {PSU} (2)\times \operatorname {PSU} (2)}
{\displaystyle \operatorname {PSO} (4;\mathbb {C} )\cong \operatorname {PSL} (2;\mathbb {C} )\times \operatorname {PSL} (2;\mathbb {C} )}
{\displaystyle \operatorname {SO} ^{+}(3,1;\mathbb {R} )\cong \operatorname {SO} (3;\mathbb {C} )\cong \operatorname {PGL} (2;\mathbb {C} )\cong \operatorname {PSL} (2;\mathbb {C} )\cong \operatorname {PSp} (2;\mathbb {C} )}
5차원
{\displaystyle \operatorname {SO} (5;\mathbb {R} )\cong \operatorname {PSO} (5;\mathbb {R} )\cong \operatorname {PUSp} (4)}
{\displaystyle \operatorname {Spin} (5)\cong \operatorname {USp} (4)}
{\displaystyle \operatorname {SO} ^{+}(3,2;\mathbb {R} )\cong \operatorname {PSp} (4;\mathbb {R} )}
6차원
{\displaystyle \operatorname {SO} (6)\cong \operatorname {SU} (4)/(\mathbb {Z} /2)}
{\displaystyle \operatorname {PSO} (6)\cong \operatorname {PSU} (4)}
{\displaystyle \operatorname {Spin} (6)\cong \operatorname {SU} (4)}
{\displaystyle \operatorname {SO} ^{+}(5,1;\mathbb {R} )\cong \operatorname {PSO} ^{+}(5,1;\mathbb {R} )\cong \operatorname {PSL} (2;\mathbb {H} )}
{\displaystyle \operatorname {SO} ^{+}(4,2;\mathbb {R} )\cong \operatorname {SU} (2,2)/(\mathbb {Z} /2)}
{\displaystyle \operatorname {PSO} ^{+}(4,2;\mathbb {R} )\cong \operatorname {PSU} (2,2)}
{\displaystyle \operatorname {SO} ^{+}(3,3;\mathbb {R} )\cong \operatorname {PSO} ^{+}(3,3)\cong \operatorname {PSL} (4;\mathbb {R} )}

### 홀수 표수 유한체 위에서의 직교군
{\displaystyle \mathbb {F} _{q}}가 표수가 2가 아닌 유한체라고 하자. 이 경우, 주어진 차원의 벡터 공간 {\displaystyle \mathbb {F} _{q}^{n}} 위의 비퇴화 이차 형식은 정확히 두 개의 동형류가 있다..
홀수 차원에서, 제곱수가 아닌 {\displaystyle \alpha \in \mathbb {F} _{q}}에 대하여 이 두 이차 형식은 서로 비례한다. 즉, 이 두 동형류는 {\displaystyle Q_{1}}과 {\displaystyle aQ_{1}}의 꼴이다 ({\displaystyle a\in \mathbb {F} _{q}}는 제곱수가 아닌 임의의 원소). 따라서 이 경우 직교군 {\displaystyle \operatorname {O} (2k+1;\mathbb {F} _{q})}은 유일하다. 반면 짝수 차원에서는 이것이 성립하지 않으며, 플러스형과 마이너스형 두 종류로 분류된다. 비트 지표가 {\displaystyle n/2}인 것을 플러스형, {\displaystyle n/2-1}인 것을 마이너스형이라고 한다. 플러스형과 마이너스형에 대응하는 직교군들은 각각 {\displaystyle \operatorname {O} ^{\pm }(2k;\mathbb {F} _{q})}라고 쓴다.:69–75
표수가 2가 아닌 유한체 {\displaystyle \mathbb {F} _{q}} ({\displaystyle q=p^{k}}, {\displaystyle p} 소수)의 직교군의 크기는 다음과 같다.:72, (3.30)–(3.32)
{\displaystyle |\operatorname {O} (2n+1;\mathbb {F} _{q})|=2q^{n}\prod _{i=0}^{n-1}(q^{2n}-q^{2i})}
{\displaystyle |\operatorname {O} ^{+}(2n;\mathbb {F} _{q})|=2(q^{n}-1)\prod _{i=1}^{n-1}(q^{2n}-q^{2i})}
{\displaystyle |\operatorname {O} ^{-}(2n;\mathbb {F} _{q})|=2(q^{n}+(-1)^{n+1})\prod _{i=1}^{n-1}(q^{2n}-q^{2i})}

### 표수 2에서의 직교군
표수가 2인 체 위의 직교군은 다음과 같은 특수한 성질을 보인다.
- 표수가 2인 완전체 위의 홀수 차원 벡터 공간에서의 직교군은 심플렉틱 군과 같다.
- 표수가 2인 체 위의 짝수 차원 벡터 공간에서의 직교군은 심플렉틱 군의 부분군이다.

구체적으로, 표수 2인 체 위의 이차 형식의 연관 대칭 쌍선형 형식은 교대 쌍선형 형식이므로, 이에 대응하는 심플렉틱 군의 부분군이다.

## 응용
직교군은 물리학에서 널리 응용된다. SO(3) 및 그 피복군 Spin(3)는 3차원 공간의 회전을 나타내며, 그 표현론은 양자역학에 핵심적이다.
특수 상대성 이론에서는 민코프스키 공간의 (중심을 고정시키는) 대칭군인 부정부호 직교군 O(3,1)이 핵심적인 역할을 하며, 이 군을 로런츠 군이라고 한다. 로런츠 군의 표현론은 상대론적 양자장론에서 핵심적이다. 더 시터르 공간 및 반 더 시터르 공간의 대칭군 역시 부정부호 직교군 O(4,1) 및 O(3,2)이다.
등각 장론에서, {\displaystyle (p,q)}-차원 시공간의 등각 대칭군은 {\displaystyle \operatorname {SO} (p+1,q+1)}이다. 이 대칭군이 반 더 시터르 공간의 대칭군과 같다는 사실은 AdS/CFT 대응성에서 핵심적인 역할을 한다.
이 밖에도, SO(10)은 대통일 이론의 게이지 군으로 쓰인다.

## 같이 보기
- 스핀 군
- 직교행렬
- 스피너
- 원군
- 3차원 직교군